# Estação de Lyon-Part-Dieu
A Estação de Lyon-Part-Dieu é uma estação ferroviária francesa da cidade de Lyon, localizada no distrito de La Part-Dieu, sede da Metrópole de Lyon, na região Auvérnia-Ródano-Alpes.
Estação da Société nationale des chemins de fer français (SNCF), ela recebe os tráfegos internacionais, nacionais e regionais e é a primeira estação europeia pelo número de passageiros em transferência.

## Situação ferroviária
A estação de Lyon-Part-Dieu é localizada no ponto quilométrico (PK) 5,010 da linha de Lyon-Perrache à Genève (frontière) e no PK 507,525 da Linha de Collonges - Fontaines à Lyon-Guillotière a 177 m de altitude.

## História
- Em 24 de novembro de 1859, abertura da estação de mercadorias pela Compagnie des chemins de fer de Paris à Lyon et à la Méditerranée.
- Em [[23] de outubro] de 1881, abertura de uma ligação à rede do Chemin de fer de l'Est de Lyon.
- Em 12 de junho de 1983, último dia de operação da antiga Estação de Lyon-Brotteaux.
- Em 13 de junho de 1983, inauguração da nova estação de Lyon- Part-Dieu.
- Em 28 de junho de 1985, inauguração da eletrificação em corrente 50Hz 25kV da linha Lyon - Grenoble.
- Em 1983, os turbotrains RTG vêm reforçar os turbotrains ETG sobre Grenoble - Lyon-Part-Dieu.
- Em 1993, última circulação dos turbotrains ETG e RTG na linha Grenoble - Lyon Part-Dieu.
- Em 03 de julho de 1994, inauguração da seção de Saint-Quentin-Fallavier a Saint-Marcel-lès-Valence da Ligne à Grande Vitesse (LGV) Sud-Rhône-Alpes.
- Em 01 de setembro de 1995, última circulação de um turbotrain RTG entre Perrache e Estrasburgo via Lyon-Part-Dieu, Bourg-en-Bresse e Besançon.
- Em 19 de agosto de 1997, a locomotiva elétrica BB 25683, a única ainda com libré verde original a partir da Gare de Lyon-Part-Dieu em cabeça de trem reversível Corail Lyon - Grenoble.
- Em 2001, a colocação em funcionamento de uma nova plataforma com duas faixas adicionais na Gare de Lyon-Part-Dieu.
- Em 12 de agosto de 2003, a locomotiva diesel puxa o trem 4490/1 "Le Ventadour" Bordeaux - Grenoble via Clermont-Ferrand e Lyon-Part-Dieu.
- Em 09 de dezembro de 2007, o estabelecimento do horário de intervalo na estrela da série pela Região Ródano-Alpes. Criação de trens diretos Dijon - Lyon - Grenoble (por diametralização dos trens Dijon - Lyon e Lyon - Grenoble, que rapidamente se mostrou um fracasso) e Ambérieu - Lyon - Saint-Étienne - Firminy (por diametralização dos trens Ambérieu - Lyon e Lyon - Firminy) para reduzir a ocupação das plataformas na estação Part-Dieu. Lançamento dos vagões de serviços X-TER da série X 72500 em Lyon - Bordeaux via Montluçon, Guéret e Limoges.
- Em 14 de dezembro de 2008, rotas de capacidade Lyon - Avignon e Lyon - Bourg-en-Bresse.
- Em 13 de dezembro de 2009, a inauguração da estação de Lyon Jean Macé, dando acesso ao metrô B e ao tramway T2, aliviando assim Lyon Part-Dieu e Lyon-Perrache.
- Em 19 de Junho de 2010, é o fechamento do posto ferroviário (posto de corte mecanizado) de Part-Dieu às 19 h. O fim de uma aventura que começou há 30 anos com a abertura da estação.
- 20 de junho de 2010 às 15 h, o tráfego ferroviário é retomado após uma interrupção de 20 horas para implementar o novo sistema de controle de referência, comandado através do controle centralizado da rede (CCR), localizado no 7º arrondissement de Lyon.

## Correspondências
A estação de Lyon-Part-Dieu é localizada no ponto quilométrico (PK) 5,010 da linha de Lyon-Perrache à Genève (frontière) e no PK 507,525 da Linha de Collonges - Fontaines à Lyon-Guillotière a 177 m de altitude.
A estação de Lyon-Part-Dieu é uma das primeiras estações de transferência da SNCF ao níveis internacionais, nacionais e regionais. É servido por muitos TGV, trens Intercités e trens TER Rhône-Alpes. As três relações regionais que têm o maior tráfego são Lyon - Grenoble, Lyon - Valence e Lyon - Saint-Étienne.
Desde a entrada em funcionamento da LGV Rhin-Rhône, em 11 de dezembro de 2011, os TGV ligam diretamente Lyon Part-Dieu para a Alemanha, via Estrasburgo, Baden-Baden, Karlsruhe, Mannheim e Frankfurt am Main. Desde 15 dezembro de 2013, os AVE (trens de alta velocidade da Renfe) ligam diretamente para Part-Dieu de Lyon, em Barcelona. Finalmente, desde o 14 de dezembro de 2014, uma viagem de ida diária é fornecido pelo TGV entre Lyon-Part-Dieu e Milão através de Turim.
Desde o 2 de abril de 2013, recebe também os trens de baixo custo Ouigo fornecendo a ligação entre Marne-la-Vallée-Chessy e Lyon-Part-Dieu. Além disso se juntaram, a 15 dezembro de 2015, uma viagem de ida a partir de Rennes e outra de Tourcoing.
Finalmente, a estação é servida pela ligação regular Eurostar Londres – Lyon – Avinhão – Marselha, a partir de 01 de maio de 2015.

## Projetos
Vários projetos foram estudados para lidar com a saturação da estação. Três projetos têm particularmente recebido atenção :
- a criação de um túnel sob Lyon para o TGV ;
- uma estação subterrânea ;
- um desvio de uma parte do TGV para a estação de Lyon-Saint-Exupéry TGV.

O prefeito de Lyon, Gérard Collomb, que argumentou a favor de um aterro sanitário se opôs a este título para que os terrenos localizados ao longo do boulevard de Stalingrad sejam dedicados para a expansão da Part-Dieu. Por outro lado, estas soluções são muito caras e difíceis de conseguir dado o subsolo que exigiria um túnel e uma estação a 25 m de profundidade.
Finalmente, o bairro de la Part-Dieu e a estação de trens serão reformados por volta de 2030 sem estação subterrânea : novos acesso para a estação depois da rue Pompidou ao Sul, a criação de locais baixos mais acolhedores e funcionais, reforma dos comércios da estação...

## Depósitos lioneses
Existem vários depósitos e oficinas de materiais rodantes em Lyon, incluindo o recente Technicentre TGV de Croix-Barret localizado no bairro de Gerland, no 7e arrondissement, os depósitos de Scaronne, La Mouche, Vénissieux e Lyon-Vaise.